# Sjælland (album)
 For alternative betydninger, se Sjælland (flertydig). (Se også artikler, som begynder med Sjælland)
Sjælland er det 11. studiealbum af den danske sanger og sangskriver C.V. Jørgensen, der udkom den 26. september 1994 på Pladecompagniet. Albummet er produceret af Kasper Winding.
Albummets første single var "Ude af sync". Om sangen har C.V. Jørgensen udtalt: "Når jeg ser på mit eget liv, ja, så er jeg måske ude af sync med verden. Det er jeg da ikke i tvivl om. Og også i flere perioder ude af cirkulation. Men jeg har det fint med det." Albumtitlen, Sjælland, er en hyldest til øen med "med grønne skove, varme dage og blå himmel" og et sted "hvor man burde give sig tid til at granske sig selv og sit indre. Et sted, hvor man kan finde plads og tid til at være eftertænksom og vemodig". Det er ifølge C.V. Jørgensen hans mest selvbiografiske album: "Jeg står ved ordene. I starten var jeg da ubehageligt til mode over den hudløshed, men samtidig var det noget, jeg havde lyst til."
Ekstra Bladets anmelder skrev at Sjælland var "årets danske rockplade". Anmelderen kritiserede dog produktionen, og skrev at Kasper Winding havde "med en for ham karakteristisk mangel på indfølelse - formået at skænde mange af de flotte sange med ækle, syntetiske techno-beats og tåbelige trompet-trut". Anmelderen i BT kritiserede ligeledes Winding for at have "syltet »Sjælland« ind i lede trommemaskiner og syntetiske keyboards". Anmelderen kaldte teksterne for "eminente".

## Spor
Alle sange skrevet og komponeret af C.V. Jørgensen. 
| #  | Titel                               | Længde |
| -- | ----------------------------------- | ------ |
| 1. | "Ude af sync"                       | 3:15   |
| 2. | "Blåt blod til alle"                | 4:30   |
| 3. | "Fuld af forundring"                | 4:43   |
| 4. | "Florafobi"                         | 4:24   |
| 5. | "Spildte bedrifter"                 | 4:02   |
| 6. | "Interview"                         | 4:16   |
| 7. | "Skygger af skønhed"                | 4:43   |
| 8. | "Intet er mig helligt"              | 3:31   |
| 9. | "Hvad mere er der egentlig at sige" | 3:57   |

## Hitlister
| Hitliste (1994)        | Højeste placering |
| ---------------------- | ----------------- |
| Danmark (Album Top-40) | 8                 |

| Hitliste (2017)        | Højeste placering |
| ---------------------- | ----------------- |
| Danmark (Album Top-40) | 5                 |